# Camilla Gomes
Camilla Lopes Gomes Gluckstein OLY (Rio de Janeiro, 27 de março de 1994) é uma competidora de ginástica de trampolim brasileira. Possui conquistas nas etapas da Copa do Mundo da modalidade. É medalhista em Jogos Pan-Americanos. Representou o Brasil nos Jogos Olímpicos de Verão de 2024, em Paris.

## Biografia
Teve contato com o esporte desde a infância, com o sonho de jogar vôlei. Por medir 1,50 metro, não pôde prosseguir no esporte. Pratica ginástica desde os seis anos, inicialmente na modalidade artística. Logo depois, conheceu o trampolim. Seus primeiros passos no esporte aconteceram no Tijuca Tênis Clube, no Rio de Janeiro.
Desde 2014, mora nos Estados Unidos. Lá, conheceu Steve Gluckstein, americano e também trampolinista, com quem se casou em 2016.

## Carreira esportiva
Disputou os Jogos Pan-Americanos de 2015, em Toronto, quando conseguiu ir para a final e terminou na sexta colocação. Nos Jogos Sul-Americanos de 2018, em Cochabamba, levou a medalha de ouro.
No Mundial de 2018, em São Petersburgo, ficou em sexto lugar no sincronizado junto com Alice Gomes. Na edição de 2019, no Japão ficou em 14º lugar no individual e conseguiu um quarto lugar no sincronizado. Porém, ela foi pega no controle anti-doping feito após a competição com a substância canrenone, um diurético proibido. A Comissão Disciplinar da FIG entendeu que não houve "falta" ou "negligência significativa", mas a brasileira acabou desclassificada de todas as competições que disputou entre 30 de novembro de 2019 e 17 de agosto de 2020.
Nos Jogos Sul-Americanos de 2022, conquistou a medalha de ouro individual. Em 2023, conquistou seus resultados mais significativos, sendo medalha de ouro na etapa de Baku, no Azerbaijão, na Copa do Mundo. Foi a primeira vez que uma brasileira venceu essa competição.Camila também levou o ouro com Alice Gomes no sincronizado.
Foi medalha de prata na etapa de Palm Beach da Copa do Mundo de 2023 junto com Alice Gomes. Outra conquista veio em Santarém, com a prata no individual.
No Campeonato Mundial de 2023, levou a oitava posição, seu melhor desempenho. Ainda em 2023, foi medalha de prata nos Jogos Pan-Americanos de Santiago.
Foi convocada para disputar os Jogos Olímpicos de 2024, em Paris. Na competição, terminou em 15º lugar, com elementos de boa dificuldade na primeira tentativa. Contudo, sofreu uma queda entre o nono e o décimo elemento. Já na segunda tentativa, repetiu movimentos e fez um mortal esticado simples, o que diminuiu sua nota de dificuldade.